# 성수여객
성수여객(聖水旅客)은 서울특별시의 마을버스 회사이고 본사는 서울특별시 성동구 한림말5길 11 (옥수동)에 위치해 있다. 계열사로는 금천구 면허의 마을버스 회사인 경성운수, 우리마을버스가 있다.

## 주요 연혁
- 1992년: 서울특별시 구로구 독산동 708번지(현 금천구 독산동 708번지)에서 주식회사 신곤마을버스(株式會社 新坤―)로 설립.
- 2004년 6월 18일: 강서구 면허의 마을버스 회사인 강서교통과 통합하여 기존 신곤마을버스 본사 및 차고지가 위치한 금천구에 면허를 두고, 대운교통(大雲交通)으로 통합 설립하였다. 종전 강서교통 본사 및 차고지인 강서구 마곡동 237-4번지는 강서지점이 되었다.
- 2004년 7월 1일: 서울시내버스 개편으로 전환 시내버스 회사로 전환과 함께 전 노선들이 지선버스로 승격되었다.
- 2005년 11월 16일: 대운교통 소속 지선버스 5537번[1], 5631번, 5632번 등이 마을버스 금천05번, 금천06번, 금천07번으로 각각 강등과 함께 신곤운수(新坤運輸)로 다시 분리독립해서 재창립하였다. 동시에 대운교통은 서대문구 면허의 전환 시내버스 회사인 봉원교통(현 원버스)에 흡수합병되었다.
- 2011년 12월 28일: 강서지점을 폐지.
- 2015년 11월 11일: 금천05번을 계열사인 경성운수로 분사시켰다.
- 2016년 1월 15일: 금천06번과 금천07번을 계열사인 한남상운으로 분사시켰다.
- 2016년 3월 31일: 마을버스 성동13번 운행 사업자로 선정되었으며 회사 명칭을 주식회사 신곤운수에서 주식회사 성수여객(株式會社 聖水旅客)으로 변경함과 동시에 본사를 금천구 서부샛길 156 (독산동)에서 성동구 한림말5길 11 (옥수동, 덕성빌딩)로 이전하였다.
- 2016년 4월 11일: 마을버스 성동13번을 개통하였다.
- 2018년 5월 1일: 성동13번 마을버스 노선을 계열회사인 주식회사 경성운수에 양도하였다.

## 이전 운행 노선
- ● 성동13번: 옥수역 ↔ 서울숲푸르지오[2] ↔ 서울숲역 ↔ 성수공업고등학교 ↔ 서울숲코오롱디지털타워 → 성수역 → 성수아이파크(회차 지점) → 성수역 → 대림창고 → 서울숲코오롱디지털타워(이하 역순)《신설노선》[3]

## 보유 차종
자일대우 레스타와 현대 뉴 카운티로 운행한다.